# Josua Zweifel

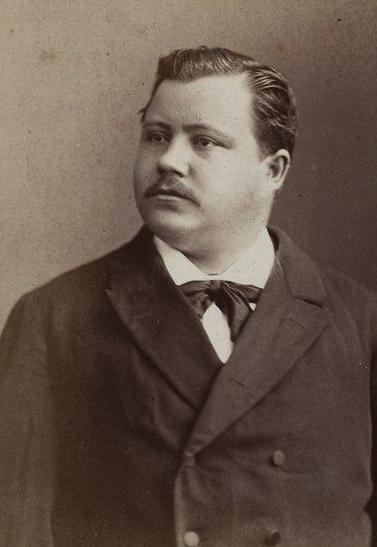
Josua Zweifel

Josua Zweifel (* 10. September 1854 in Glarus; † 16. September 1895 während einer Dampferfahrt auf dem Niger) war ein Schweizer Händler und Afrikaforscher, der durch die Entdeckung der Nigerquellen und der Erforschung des Hinterlandes von Sierra Leone bekannt wurde.
Zweifel war der Sohn eines Handwerkers aus Glarus und trat mit 18 Jahren als Handelsagent in die Marseiller Firma Verminck ein. Im Auftrag dieser Firma unternahm er mit dem Franzosen Marius Moustier 1879 eine Reise zum oberen Niger ins Hinterland Sierra Leones, sowohl um weitere Handelsverbindungen zu knüpfen, als auch um die Quellen des Flusses zu erforschen. Mit einer Karawane von 75 Mann begab er sich von seiner Handelsstation Rotombo in Sierra Leone nach Port Loko und von dort zwischen den Flüssen Rokel und dem Little Scarcies nach Falaba. Dort begegnete er dem Herrscher Solimanas, Manga Sewa, mit dessen Unterstützung die Quelle des Rokel erreicht wurde. Nach der Überquerung des Gebirges erreichte er den Ort Kolako am Fluss Tembi, dessen heilige Quelle (8½° nördlicher Breite und 11½° östlicher Länge) Zweifel nur aus der Entfernung betrachten konnte, da ihm die Besichtigung der Quelle durch den ihn führenden Oberpriester verweigert wurde. Am 4. Oktober trat die Karawane schließlich die Rückreise an.
Zweifel verstarb am 16. September 1895 durch einen Unglücksfall auf dem Dampfer „Croft“ bei einer Flussfahrt auf dem Niger.